# Ctenitis humida
Espèce
Ctenitis humida est une espèce de plantes de la famille des dryoptéridacées. Elle est endémique de l'île de La Réunion, département d'outre-mer français dans le sud-ouest de l'océan Indien.